# Algatocín
Algatocín ist ein südspanischer Ort und eine Gemeinde (municipio) mit nur noch 834 Einwohnern (Stand: 2024) in der Provinz Málaga in der autonomen Gemeinschaft Andalusien.

## Lage und Klima
Der Ort Algatocín liegt an einem Hang in den zerklüfteten und bewaldeten Bergen im Süden der Serranía de Ronda ca. 5 km westlich des Río Genal in einer Höhe von ca. 725 m. Die Küstenstadt Estepona befindet sich knapp 50 km (Fahrtstrecke) südöstlich. Das Klima ist gemäßigt bis warm; Regen (ca. 785 mm/Jahr) fällt überwiegend im Winterhalbjahr.

## Bevölkerungsentwicklung
| Jahr      | 1857  | 1900  | 1950  | 2000 | 2020 |
| Einwohner | 2.222 | 1.640 | 1.605 | 970  | 823  |

Die Mechanisierung der Landwirtschaft, die Aufgabe bäuerlicher Kleinbetriebe (Höfesterben) und die daraus resultierende Arbeitslosigkeit haben zu einem immer noch anhaltenden Bevölkerungsschwund geführt (Landflucht).

## Wirtschaft
Der Ort und seine Bevölkerung sind traditionell von der Landwirtschaft abhängig. Angebaut werden Getreide, Wein, Oliven und Gemüsepflanzen wie Bohnen, Kichererbsen und Erbsen; traditionell spielen auch Esskastanien eine wichtige Rolle. Im 18. Jahrhundert erlebte Algatocín einen wirtschaftlichen Aufschwung, der vor allem auf die Wein- und Schnapsherstellung zurückzuführen war. In den 1960er Jahren begann man mit der Entwicklung des Tourismus in Form der Vermietung von Ferienwohnungen (casas rurales).

## Geschichte
Auf dem zur Gemeinde gehörenden Berg Cerro Gordo wurden bronzezeitliche Keramikscherben gefunden; aus iberischer Zeit stammen die Überreste einer befestigten Siedlung (oppidum). Auch die Überreste einer römischen Siedlung und einer Straße wurden freigelegt. Um das Jahr 715 n. Chr. gründeten Angehörige eines Berberstamms den Ort. Aus der Zeit der Mauren stammen auch die ersten landwirtschaftlichen Nutzflächen, die mit Hilfe der reichlich vorhandenen Wasserquellen bewässert werden konnten. Um das Jahr 1485 wurde das umliegende Gebiet von den Christen zurückerobert (reconquista). Im Jahr 1498 gaben die Katholischen Könige den Ort in die Hände des Herzogs von Medina Sidonia. Der Aufstand der Morisken in der Sierra Bermeja und in der Serranía de Ronda (1570) und deren anschließende Vertreibung führte zur Entvölkerung der Ortschaften, die durch die Neuansiedlung von Christen nur teilweise ausgeglichen werden konnte.

## Sehenswürdigkeiten
- Die Iglesia de Nuestra Señora del Rosario stammt aus dem 16. Jahrhundert; ihr heutiges Erscheinungsbild ist jedoch auf bauliche Veränderungen der Folgezeit zurückzuführen. Es ist ein dreischiffiger Bau mit einem Portal auf der Südseite. Das Mittelschiff hat ein Tonnengewölbe mit durchfensterten Stichkappen; die Vierung ist überkuppelt.
- Die Ermita del Calvario steht am oberen Ortsende; von hier genießt man einen schönen Ausblick über das Tal des Río Genal.